# Seyboldsdorf (Vilsbiburg)

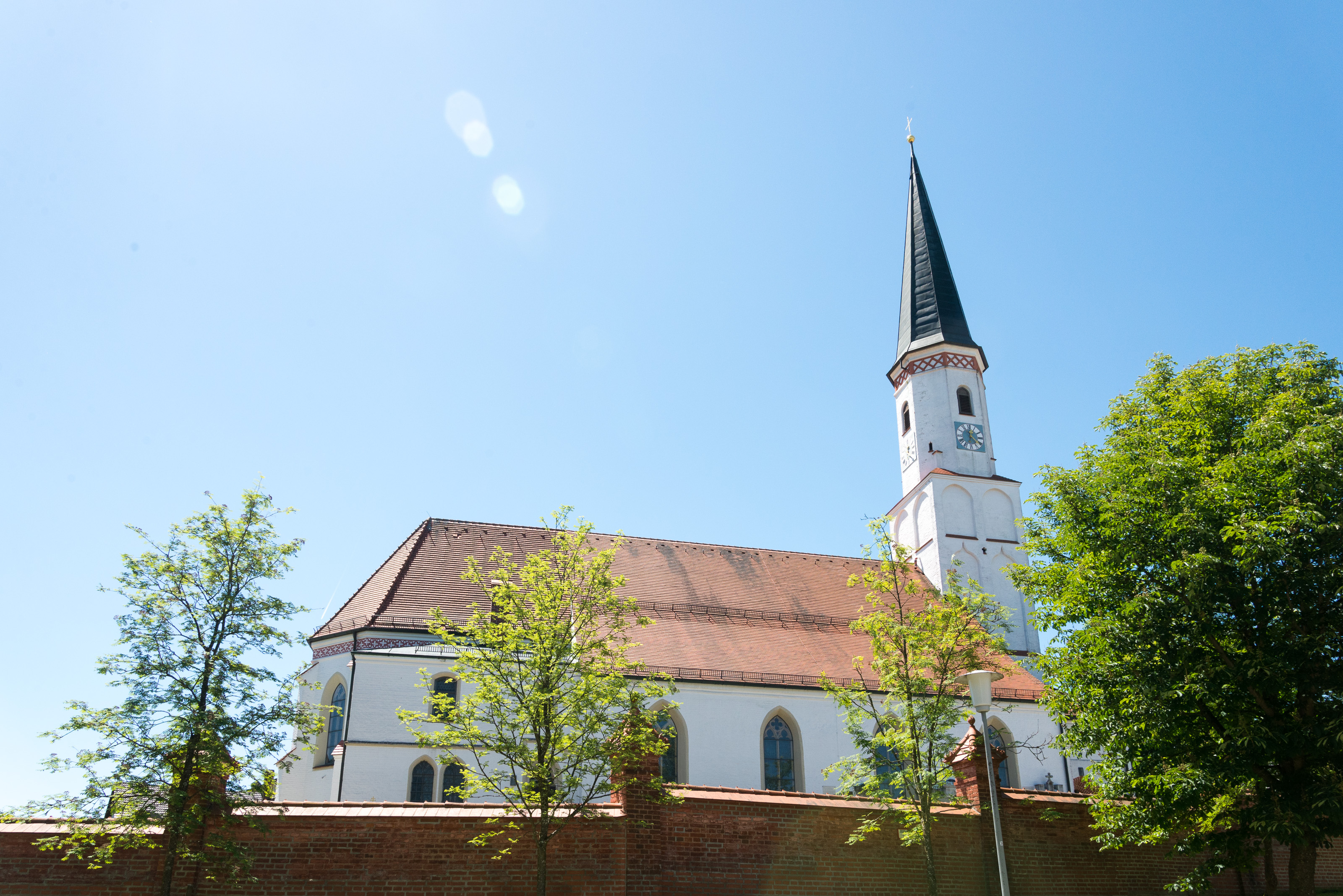
Kirche Klosterweg 4

Seyboldsdorf ist ein  Gemeindeteil der Stadt Vilsbiburg und eine Gemarkung im niederbayerischen Landkreis Landshut.

## Geographie
Das Pfarrdorf Seyboldsdorf liegt gut drei Kilometer nördlich von Vilsbiburg auf einem Höhenrücken im Isar-Inn-Hügelland zwischen Großer und Kleiner Vils.

## Geschichte
Die erste urkundliche Erwähnung des Ortes geht einher mit der Nennung des bayerischen Uradelsgeschlechts von Seiboldsdorf im Jahre 938. 1326 wird die Pfarrei Seyboldsdorf im Pfarreienverzeichnis des Bistums Regensburg genannt und zählt zu den alten Mutterpfarreien. 1506 wird erstmals das Hofmarkschloss der unter den Vertretern der drei Linien Niederpöring, Schenkenau und Ritterswörth dreigeteilten Hofmark Seyboldsdorf, mit Zugehörigkeit zum Landgericht Biburg genannt. 1536 wird eine Kapelle zum Schloss hinzugefügt. 1638 gingen mit der Fideikommiss alle drei Teile der Hofmark auf Hans Albrecht von und zu Seyboldstorff und die Linie Niederpörring über.
1648 wurde der Ort im Zuge des Dreißigjährigen Krieges gebrandschatzt, was auch mit dem Verlust des Kirchendachstuhls und dem Schmelzen der Glocken einherging. Nur das Schloss konnte durch eine hohe Brandsteuer an die Schweden gerettet werden. Aus der Hofmark ging infolge des Gemeindeedikts in Bayern 1818 die Gemeinde Seyboldsdorf mit den Ortsteilen Seyboldsdorf, Feldkirchen, Geiselsdorf, Geratspoint, Giersdorf, Haidberg, Haubenberg, Hermannsöd, Hippenstall, Karwill, Lohe, Mühlen, Reit, Schachten, Spitzenberg und Thalham und 1820 Patrimonialgericht II. Klasse Seyboldsdorf mit Sitz in Aham hervor.
1951 wurde das Schloss Seyboldsdorf vom letzten Stammhalter derer zu Seyboldsdorf an den Schwesternorden der aus dem niederschlesischen Lauban vertriebenen Magdalenerinnen  verkauft. Ende 2009 ging das Schloss in Privatbesitz über.
Am 1. Mai 1978 wurde die Gemeinde Seyboldsdorf im Zuge der Gemeindegebietsreform aufgelöst und das Gebiet durch den letzten Bürgermeister Karl Brandstetter an die Stadt Vilsbiburg übergeben.

## Sehenswürdigkeiten

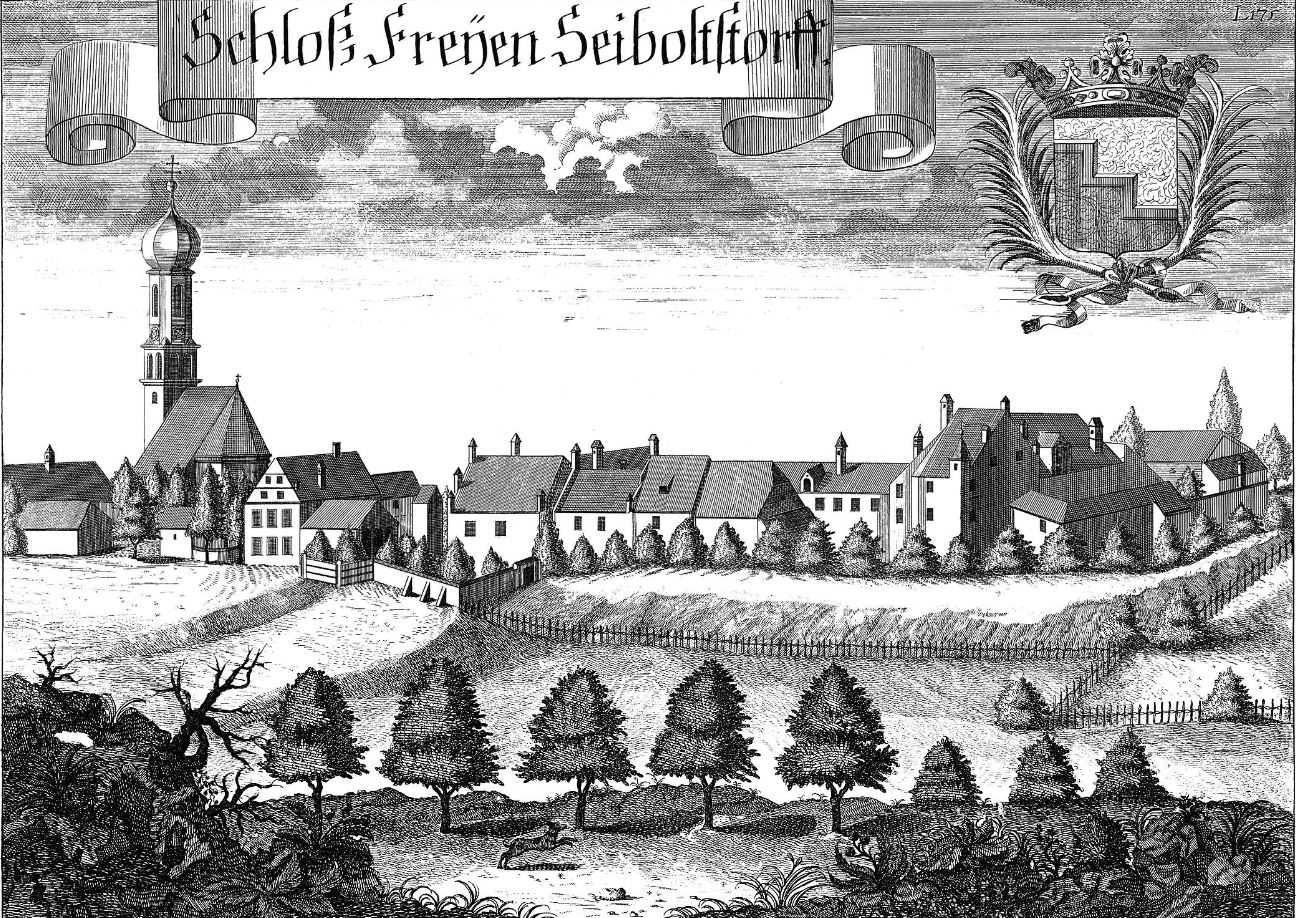
Schloss Seyboldsdorf bei Vilsbiburg um ca. 1723

- Pfarrkirche St. Johann Baptist und St. Johann Evangelist
- Ehemaliges Hofmarkschloss, später als Kloster des Schwesternordens der Magdalenerinnen genutzt
- Pfarrhof

## Vereine
- Bayerischer Bauernverband – Ortsverband Vilsbiburg/Gaindorf/Seyboldsdorf
- CSU-Ortsverband Seyboldsdorf
- Freiwillige Feuerwehr Seyboldsdorf
- Jagdgenossenschaft Seyboldsdorf
- Katholische Landjugend Seyboldsdorf
- Krieger- und Soldatenkameradschaft Seyboldsdorf
- Obst- und Gartenbauverein Seyboldsdorf
- Rotkreuzgemeinschaft Seyboldsdorf
- Senioren-Club Seyboldsdorf
- Seyboldsdorfer Kinder- und Jugendchor
- Seyboldsdorfer Männergesang

## Söhne und Töchter des Ortes
- Ludwig Graf von Freyen-Seyboldsdorf (* 2. Dezember 1870 in Freyen-Seyboldsdorf; † 1. Juli 1957 in Feldafing), Letzter Stammhalter derer von Seiboldsdorf
- Kilian Gubitz (1751–1824), von 1799 bis 1803 Abt der Abtei Niederaltaich